# مایکل لورکوفسکی
مایکل لورکوفسکی (انگلیسی: Michael Lorkowski؛ زادهٔ ۲۶ فوریهٔ ۱۹۵۵) بازیکن فوتبال اهل آلمان است.